# Walter M. Miller
Pour les articles homonymes, voir Walter Miller et Miller.
Œuvres principales
- Un cantique pour Leibowitz

Walter Michael Miller, Jr., né le 23 janvier 1923 à New Smyrna Beach, en Floride, aux États-Unis et mort le 9 janvier 1996  en Floride, est un auteur de science-fiction américain.

## Biographie
Walter Michael Miller, Jr. est né le 23 janvier 1923 à New Smyrna Beach, en Floride, aux États-Unis. Il servit sous les drapeaux dans l'armée de l'air américaine pendant la Seconde Guerre mondiale comme ingénieur radio et mitrailleur. Il participe à 53 missions de largage de bombes au-dessus de l'Italie.
Parmi ces missions, la destruction de l'abbaye bénédictine de Monte Cassino restera pour lui un véritable traumatisme qui le conduira à l'écriture de son premier roman : Un cantique pour Leibowitz en 1959. Des parties de ce roman furent tout d'abord publiées dans The Magazine of Fantasy & Science Fiction.
Dans ses dernières années, Walter M. Miller vécut totalement reclus, en proie à une lourde pathologie qui l'empêchait d'avoir des contacts avec la plupart des gens, même avec des membres de sa famille. Il se suicida par balle le 9 janvier 1996 alors qu'il travaillait à la suite de son premier roman, L'Héritage de saint Leibowitz, qui sera finalement achevé par Terry Bisson en 1997. Ses cendres furent dispersées dans le Mosquito Lagoon, sur la côte atlantique de la Floride.
Un cantique pour Leibowitz fut le seul roman de Miller publié de son vivant. Ce roman reçut le prix Hugo du meilleur roman en 1961 et on le considère encore aujourd'hui comme l'un des meilleurs romans post-apocalyptiques de science-fiction. Il publia également près de quarante nouvelles, toutes écrites sur une période de cinq ans, de 1952 à 1957. 
Une adaptation radiophonique d'Un cantique pour Leibowitz fut produite par WHA et NPR en 1981.

## Œuvres

### Romans
- Un cantique pour Leibowitz, Denoël, coll. Présence du futur, 1961 ((en) A Canticle for Leibowitz, 1959)Prix Hugo du meilleur roman en 1961
- L'Héritage de saint Leibowitz, Denoël, coll. Présence du futur, 1998 ((en) Saint Leibowitz and the Wild Horse Woman, 1997)Terminé par Terry Bisson

### Recueil de nouvelles
- Humanité provisoire, Denoël, coll. Présence du futur no 70, 1964 ((en) Conditionally Human, 1962), trad. Eve Longchamp
  - Enfants sans âme, 1955 ((en) Conditionally Human, 1952), trad. Eve Longchamp
  - L'Intrus, 1964 ((en) The Darfsteller, 1955), trad. Eve LongchampPrix Hugo de la meilleure nouvelle longue 1955
  - Bénédiction en gris, 1964 ((en) Dark Benediction, 1951), trad. Eve Longchamp

Lors de la réédition d'Humanité provisoire en 1982 chez Denoël, les nouvelles font l'objet d'une nouvelle traduction par Daniel Riche et le recueil se compose de deux nouvelles supplémentaires.
- Moi qui rêve, 1971 ((en) I, Dreamer, 1953), trad. Daniel Riche
- Le Testament, 1982 ((en) The Will, 1954), trad. Daniel Riche

### Nouvelles
- Bénédiction en gris, 1964 ((en) Dark Benediction, 1951), trad. Eve Longchamp
- (en) Izzard and the Membrane, 1951
- (en) The Little Creeps, 1951
- (en) Secret of the Death Dome, 1951
- (en) The Space Witch, 1951
- (en) The Song of Vorhu, 1951
- (en) The Soul-Empty Ones, 1951
- La Cité sans âmes, 1971 ((en) Dumb Waiter, 1952)
- Enfants sans âme, 1955 ((en) Conditionally Human, 1952), trad. Eve Longchamp
- Le Gardien du savoir, 1974 ((en) Big Joe and the 9th Generation, 1952)
- Légitime Défense, 1955 ((en) Command Performance, 1952)
- Les Ogres de l'espace, 1971 ((en) Blood Bank, 1952)
- (en) No Moon for Me, 1952
- (en) The Reluctant Traitor, 1952
- (en) Six and Ten Are Johnny, 1952
- (en) Let My People Go, 1952
- (en) Anybody Else Like Me?, 1952
- (en) The Big Hunger, 1952
- (en) Bitter Victory, 1952
- (en) Cold Awakening, 1952
- (en) Gravesong, 1952
- Moi qui rêve, 1971 ((en) I, Dreamer, 1953), trad. Daniel Riche
- (en) The Sower Does Not Reap, 1953
- (en) Crucifixus Etiam, 1953
- (en) The Yokel, 1953
- (en) Wolf Pack, 1953
- Le Testament, 1982 ((en) The Will, 1954), trad. Daniel Riche
- La Sentinelle, 1969 ((en) I Made You, 1954)
- (en) Memento Homo, 1954
- (en) Way of a Rebel, 1954
- (en) The Ties that Bind, 1954
- (en) Death of a Spaceman, 1954
- L'Intrus, 1964 ((en) The Darfsteller, 1955), trad. Eve LongchampPrix Hugo de la meilleure nouvelle longue 1955
- Frère Francis, 1956 ((en) A Canticle for Leibowitz, 1955)Titré également The First Canticle et  Le Gardien de la flamme
- Le Retour à la Terre, 1974 ((en) The Hoofer, 1955)
- (en) You Triflin' Skunk!, 1955
- (en) The Song of Marya, 1957
- Hommes de la Lune, 1967 ((en) The Lineman, 1957)
- Vengeance pour Nikolaï, 1967 ((en) Vengeance for Nikolai, 1957)
- L'Isolée, 1981 ((en) )